# Joodse begraafplaats (Eijsden)
In Eijsden ligt de op een na grootste Joodse begraafplaats van Limburg. Ze is gelegen aan de Cramignonstraat en er zijn ongeveer 300 grafstenen. Ze stamt uit de vroege 19de eeuw (ca. 1815).
Op deze begraafplaats zijn twee dingen die direct opvallen: de grote hoeveelheid portretten op de graven en de vele Franstalige grafschriften.
Het plaatsen van een portret op een graf is typisch katholiek. Dat het hier ook bij Joodse graven is gebeurd zegt iets over hoe goed de Joden geïntegreerd waren. Op veel plaatsen werden Joden gezien als een vreemde eend in de bijt, maar in Maastricht en omgeving was dat zeker niet het geval. Dat wil zeggen: niet in de periode 18de, 19de en 20ste eeuw, de "gouden eeuw" voor de Joodse gemeenschap. In Joodse kringen werd evengoed gesproken van een "kerk" in plaats van een "sjoel" en een "sjwammes" was gewoon een "koster".
Het grote aantal Franstalige grafschriften komt doordat de Belgische overheid geen garantie geeft dat een Joodse begraafplaats behouden kan blijven. Omdat volgens de Joodse wet een begraafplaats nooit mag worden geruimd, hebben veel Belgische Joden (met name uit de omgeving van het Franstalige Luik ervoor gekozen zich in het nabije Eijsden te laten begraven.
In de vroege 18de eeuw kwamen de eerste Joden naar Eijsden. Zij werden in Maastricht geweerd. Het waren gedreven handelaren en vanuit Eijsden ontstond een levendige handel in kaas, tabak, specerijen, goud en zilver.
Rond 1860 scheurde de Joodse gemeente van Eijsden en zodoende waren er twee Joodse gemeenschappen met elk een eigen synagoge in de huidige Diepstraat. Tevens hadden beide gemeenten (één was conservatief, de ander liberaal) een eigen begraafplaats. Het is niet bekend op welke andere plaats(en) in Eijsden een Joodse begraafplaats is geweest.
Aan de scheuring kwam een einde toen de Joden van Eijsden in 1935 bij Maastricht werden gevoegd. Dat ging overigens gepaard met veel protest. Na de Tweede Wereldoorlog waren er nagenoeg geen Joden meer in Eijsden. De begraafplaats wordt daarom nu eigenlijk alleen nog maar door Belgische Joden gebruikt.
Op de begraafplaats is nog een gebouwtje bewaard gebleven. Dit is een zogenoemd metaheerhuisje. Hier werden de overleden verzorgd. De begraafplaats is afgesloten, maar bij de ingang staat vermeld waar de sleutel kan worden geleend.